# Euscelidia valida
Euscelidia valida là một loài ruồi trong họ Asilidae. Euscelidia valida được Loew miêu tả năm 1858.